# شروین (کانزاس)
شروین (به انگلیسی: Sherwin) یک منطقهٔ مسکونی در ایالات متحده آمریکا است که در کانزاس واقع شده‌است.